# Félix Rozier
Félix Rozier est un homme politique français né le 8 février 1872 à Saint-Paul-Trois-Châteaux (Drôme) et décédé le 20 février 1964 à Crest (Drôme).

## Biographie
Pharmacien, il devient conseiller général du canton de Crest en 1919 et maire de Crest en 1920. Élu sénateur de la Drôme en 1938. Son fils, Maurice Rozier, également pharmacien, devient aussi maire et conseiller général de Crest.

## Sources